# Comuna Baroncea, Drochia
Comuna Baroncea este o comună din raionul Drochia, Republica Moldova. Este formată din satele Baroncea (sat-reședință) și Baroncea Nouă.

## Geografie
Distanța directă până la centrul raional Drochia este 11 km, iar până la Chișinău 145 km.

## Demografie
Conform datelor recensământului din 2014, populația la nivelul comunei Baroncea constituia 1.534 de oameni, dintre care 47,9% - bărbați și 52,1% - femei.  În comuna Baroncea au fost înregistrate 588 de gospodării casnice în anul 2014.
La recensământul din 2004 populația la nivelul comunei Baroncea constituia 1609 de oameni, dintre care 46,05% - bărbați și 53,95% - femei. Compoziția etnică a populației comunei: 20,26% - moldoveni, 75,39% - ucraineni, 2,92% - ruși, 1,31% - țigani, 0,12% - alte etnii. În comuna Baroncea au fost înregistrate 635 de gospodării casnice în anul 2004, iar mărimea medie a unei gospodării era de 2,5 persoane.

## Administrație și politică
Primarul este Igor Hainițchi din partea Partidului Socialiștilor din Republica Moldova, ales în 2023.
Componența Consiliului local Baroncea (9 consilieri), ales la 5 noiembrie 2023, este următoarea:
|  | Partid                                       | Consilieri | Componență | Componență | Componență | Componență | Componență | Componență | Componență | Componență |
|  | -------------------------------------------- | ---------- | ---------- | ---------- | ---------- | ---------- | ---------- | ---------- | ---------- | ---------- |
|  | Partidul Socialiștilor din Republica Moldova | 8          |            |            |            |            |            |            |            |            |
|  | Partidul Acțiune și Solidaritate             | 1          |            |            |            |            |            |            |            |            |